# Пісня санфедистів

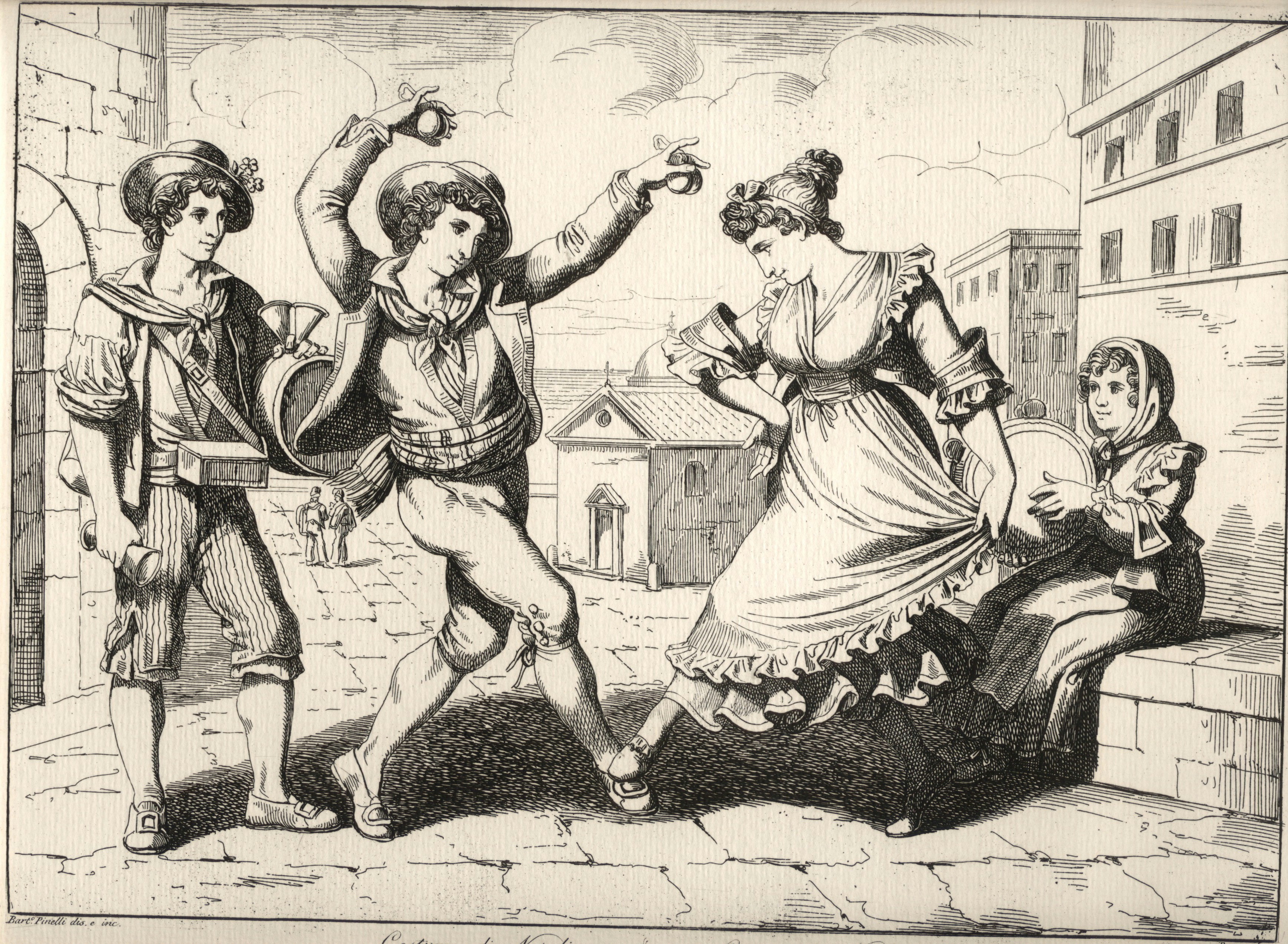
Графіка, на якій зображено танцюючих під музику неаполітанців, 1828 рік, автор Бартоломео Пінеллі

«Пі́сня санфеди́стів» (італ. Canto dei Sanfedisti) або «Грай, Карманьйо́ла!» (італ. Suona Carmagnola) — неаполітанська контрреволюційна пісня XIX століття, що вважається гімном народного руху санфедистів, які початково протистояли маріонетковій Неаполітанській республіці та намагалися відновити Неаполітанське королівство. Санфедисти повстали на захист «святої віри» (італ. santa fede), старих традицій і устоїв проти французьких загарбників, які намагалися поширити «Велику Революцію» на Італію.
Пісня прославляє династію Бурбонів, що правили Неаполітанським королівством. Зокрема, у приспіві є слова …хай живе Король Бурбон! (неапол. viva sempe ‘o Rre Burbone!), а також …слава Королю та його родині! (неапол. viva ‘o Rre cu la famiglia!). Крім того, пісня санфедистів є своєрідним переспівом і відповіддю французькій революційній Карманьйолі. Нині популярна серед жителів Меццоджорно (південної Італії) загалом та Кампанії зокрема.

## Історичний контекст

Неаполітанське королівство на мапі сучасної Італії

### Неаполітанська держава та Бурбони
Неаполітанське королівство мало давню історію. Йому поклало початок норманське завоювання між XI і XII століттями, утворивши Сицилійське королівство, яке потім перейшло до швабської, а ще пізніше — до анжуйської династії. Після того, як Сицилія відкололася, під час «вечірні» 1282 року, континентальна частина потрапила під владу Арагонської Корони і впродовж двох століть була іспанським домініоном. Відтоді для цієї частини в офіційній документації почала вживатися назва «Неаполітанське королівство» (італ. Regno di Napoli). Попри результати війни за іспанську спадщину, в результаті якої Неаполь на короткий час опинився під австрійською владою, у 1734 році Карло Бурбонському вдалося завоювати Неаполь. Впродовж наступних 25 років Карло правив Неаполем, поки 1759 року не передав його своєму спадкоємцю, Фердінандо IV, а сам коронувався королем Іспанії.
До другої половини XVIII століття Неаполітанська держава мала багатовікову історію, інституціоналізовану та сильну владу суверена всередині королівства, але на міжнародному рівні була ще молодою та слабкою. На події кінця XVIII — початку XIX століть вплинуло кілька факторів. Зокрема, геополітичне положення Неаполя майже в центрі Середземномор'я, бо як писав венеційський посол Альвізе Моченіґо у 1739 році Неаполь — це «кордон Європи та Африки». Крім того королівство мало образ «родючих земель» завдяки м'якому клімату, що зробило з нього бажаний об'єкт зазіхань інших європейських держав. Так на початку XVI століття Франція та Іспанія вели запеклу боротьбу за цю територію, а Австрія в середині XVIII століття, під час війни за австрійську спадщину вдруге спробувала захопити королівство. Після чергової військової невдачі австрійці вдалися до шлюбної дипломатії й врешті 1768 року імператриця Марія-Терезія привела свою доньку, Марію Кароліну на неаполітанський трон, одруживши з Фердінандо. Ще одним важливим аспектом політичного життя королівства були відносини з церквою. На півночі Неаполь межував з Папською державою, яка претендувала на нього, як на свою вотчину. Остаточне скасування залежності від Святого Престолу, для Неаполітанської монархії означало набуття суверенності подібно іншим європейським державам.
У військовому плані Неаполітанська держава, що довгий час була частиною великої Іспанської імперії, була слабкою. Лише в 1740-х роках королівство почало озброюватися, а у 1780-х роках армія була ефективно реформована міністром ірландського походження Джоном Актоном. Крім того, з 1748 року королівство переживало тривалий період миру, завдяки політиці нейтралітету, яку проводив Бернардо Тануччі, спочатку як перший секретар юстиції (1735—1755), а потім державний секретар (1755—1776). Він був одним з провідників «освіченого абсолютизму» та натхненний ідеями Паоло Маттіа Доріа та Карло Антоніо Бродджа про те, що «суверен, незалежно від походження, повинен перш за все знати своїх підданих, щоб добре ними керувати; і що найкращий захист можна знайти не в зброї, а в правильних законах». Тож попри попередню службу Карло, після сходження на престол Фердінандо, Тануччі продовжив відстоювати автономію Неаполя, твердо підтримуючи нейтралітет.

### Наслідки Французької революції
Початок революції у Франції спочатку, здавалося, не хвилював Короля та двір, але події наступних років (створення Республіки та страта Луї XVI) стали жахом для будь-якого європейського монарха. Виступ Першої коаліції звів нанівець усі зусилля колишнього секретаря Тануччі до автономної зовнішньої політики. Держава Бурбонів на той час була сильно послаблена голодом, а також значним землетрусом, що стався в Калабрії та Мессіні 1783 року. Армія, яка тільки но почала озброюватися, виступила разом з Австрією й Англією проти революційної Франції.
У самому Неаполі прихильники реформ намагалися нашкодити вступу у війну. У 1780-х роках на вищі державні посади було призначено багато освічених юристів, економістів і філософів. У переломний період було проведено деякі часткові, але важливі реформи: скасування феодального права приходів, поділ муніципальних земель, придушення феодальної юрисдикції в церковних і наслідних феодах, тобто повернення землі Короні при згасанні лінії феодального успадкування. У французьких подіях нові реформатори побачили «правильну народну реакцію» проти аристократичних привілеїв і королівського деспотизму. На їхню думку, після цього в Неаполі потрібно було йти шляхом ще більш «освіченого» і «реформаторського» абсолютизму. Водночас, монарх не мав наміру змінювати старі основи держави та суспільства. На думку дослідниці історії Неаполітанського королівства, Анни Марії Рао «криза реформ стала полем для поширення революційних ідей».

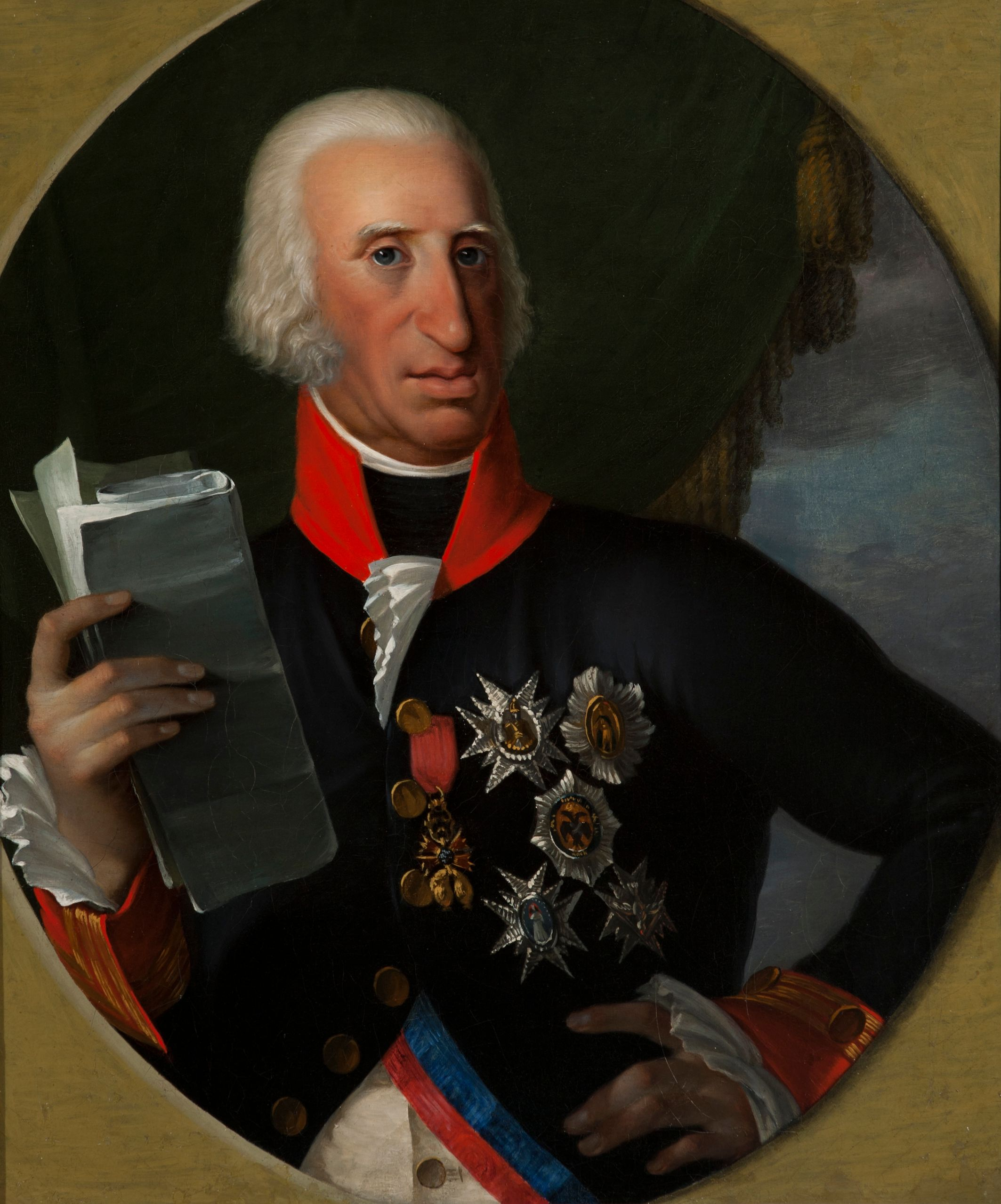
Король Неаполя Фердінандо IV, портрет невідомого автора, кінець XVIII століття

Однак політика освіченого абсолютизму була згорнута не одразу. 16 грудня 1792 року французький флот контр-адмірала Латуша Тревіля увійшов у порт Неаполя з метою визнання французького посла Мако та проханням вплинути на султана Селіма III, аби той визнав посла Семонвіля. Експедиція не лише змусила двір Бурбонів визнати Французьку Республіку та її посла, а й вплинула на настрої в самому Неаполі. Відомо, що контр-адмірал мав контакти з місцевими масонами і саме ці зустрічі дали початок справжній конспіративній діяльності французів. Однак, невдовзі змова була викрита та жорстко придушена. Новостворений орган, Вища Державна Рада (італ. Suprema Giunta di Stato), утворений спеціально для боротьби з якобінцями, почав гонитву за змовниками й потенційними змовниками, включаючи регента Луїджі де Медічі, арештованого 1795 року. Таким чином була закрита будь-яка можливість діалогу між реформаторами та роялістами. Було оголошено про необхідність захищати престол і вівтар від «французької безбожності».
Попри укладену мирну угоду 1796 року з Французькою Республікою неаполітанський Двір не відмовився від своїх військових намірів. 15 лютого 1798 року на місці колишньої Папської держави французами було проголошено маріонеткову Римську республіку, а 19 травня Королівство уклало союз з Австрією. Того ж дня з Тулона вийшла французька ескадра під командуванням молодого 28-річного капітана Наполеона Бонапарта, що направлялася в Єгипет, але окупувала Мальту, рятуючись від Гораціо Нельсона. Це все зміцнило побоювання Неаполя щодо Франції і врешті 23 листопада армія Бурбонів під командуванням австрійського генерала Карла Мака фон Ляйберіха вторглася в Римську республіку, а вже 29 листопада Фердінандо IV тріумфально увійшов до Риму. Успіх тривав недовго, оскільки неаполітанці на інших ділянках зазнавали важких поразок, Мак наказав відступати. Основні опорні пункти армії Бурбонів падали один за одним, загони Проніо та Фра Діаволо разом з ополченням намагалися зупинити французів в Абруццо та Терра-ді-Лаворо. Фердінандо, нажаханий наступом військ Шампіонне, 23 грудня разом з родиною та Двором відбув на Сицилію.

### Французи в Неаполі
Наступний місяць місто перебувало в перманентному хаосі й анархії. Вікарієм король лишив маркіза ді Лайно. Міська ж влада намагалася організувати постачання продовольства, забезпечити громадський порядок й організувати ополчення. Останнє їм вдавалося вкрай важко, хоча
б тому, що бракувало досвіду. Ні іспанці, ні пізніше австрійці не довіряли місцевим жителям, тож не допускали появи великої кількості людей зі зброєю. 28 грудня ді Лайно віддав поспішний наказ підпалити усі канонерські човни в порту, аби вони не дісталися французам. Крім того було обрана депутація, якій вікарій дав завдання організації міліції. Частина неаполітан вважала, що прихід французів буде значити чергову династичну зміну, як це вже було не раз. Інші, як наприклад член депутації та майбутній видатний контрреволюціонер Антоніо Капече Мінутоло, мріяли про створення справжньої аристократичної республіки за образом 1647 року. Однак помилялися й перші і другі. 12 січня маркіз домовився з французами про перемир'я, що передбачало поступки територіями та величезну контрибуцію розміром приблизно в половину річних доходів Королівства. Почувши про перемир'я неаполітанське населення вирішило захищатися, обравши собі в командування князя ді Молітерно та герцога ді Роккаромана, вірних бурбонських офіцерів. 15 січня, у день коли Неаполь мав сплатити першу частину контрибуції, місцеві простолюдини, лаццарі, захопили замки Карміне, Нуово, Сант'Ельмо та делль'Ово й, узявши звідти зброю, відчинили в'язниці. На фоні пануючої анархії ді Лайно втік з міста. Причиною «повстання лаццарі» вважається довготривала церковна пропаганда, але головним винуватцем втрати контролю над народними масами став вікарій, що мав у розпорядженні 20-тисячне військо, але не використав його. Місто охопила хвиля насилля, озброєні люди ходили по хатах та зупиняли екіпажі й вбивали знайдених французів чи якобінців на місці. Пізніше, вже після відновлення влади Фердінандо, багато хто стверджував, що керував цими людьми. Були й свідчення, що насправді тюрми відчинили місцеві патріоти, перевдягнувшись у лаццарі, аби випустити своїх братчиків.

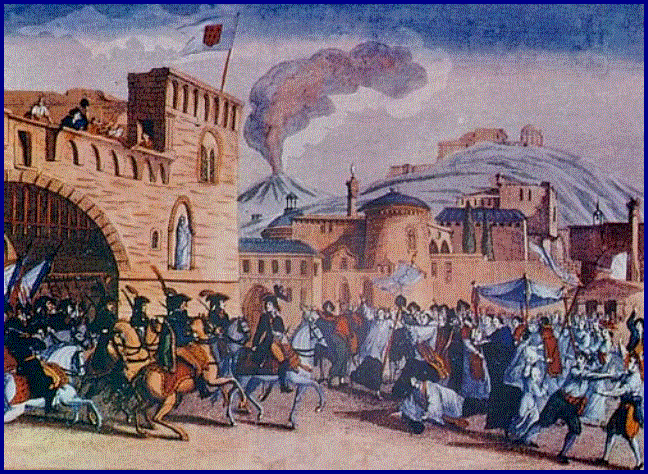
Війська Жана-Етьєна Шампіонне[fr] входять в Неаполь 23 січня 1799 року
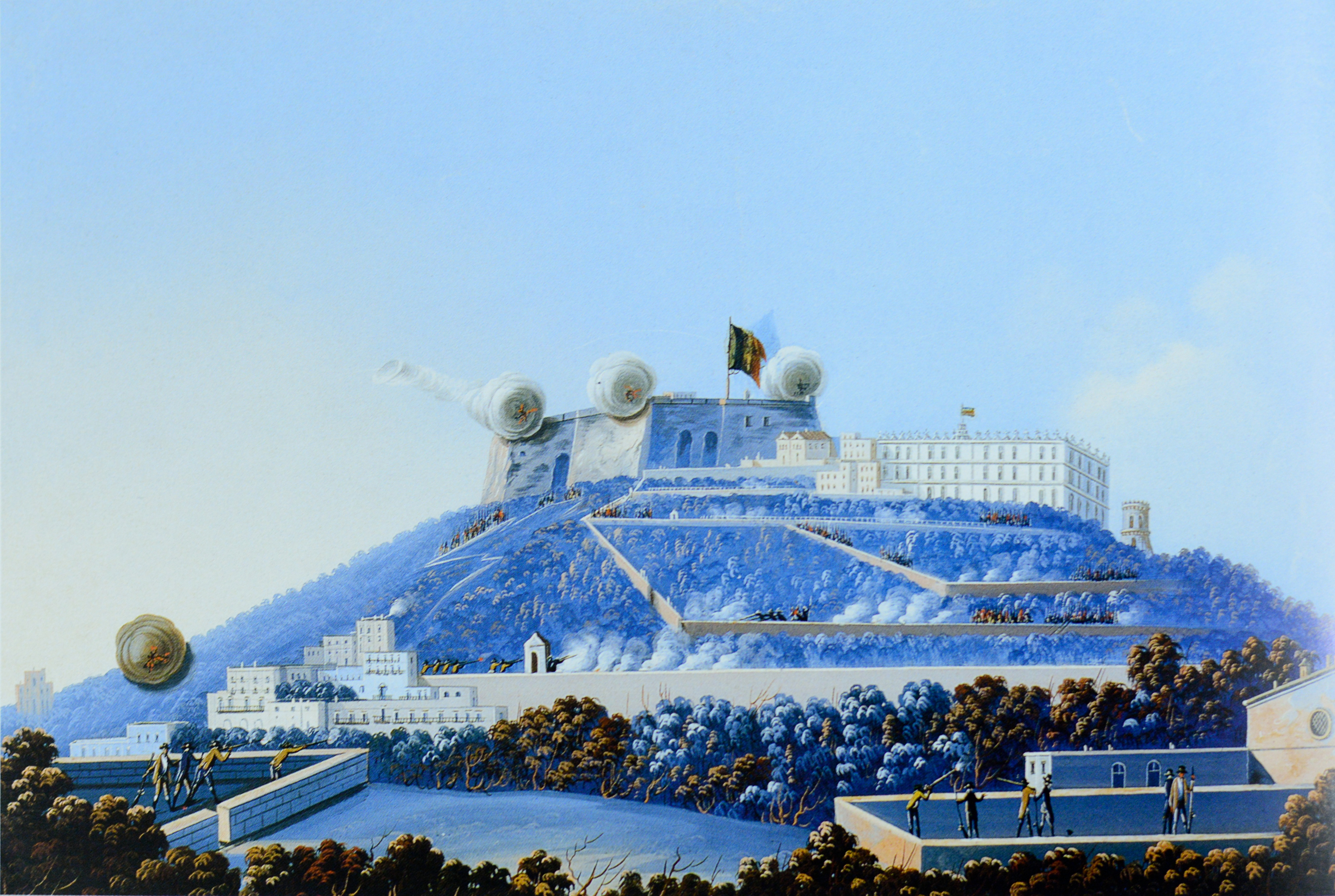
Взяття замку Сант'Ельмо[it]
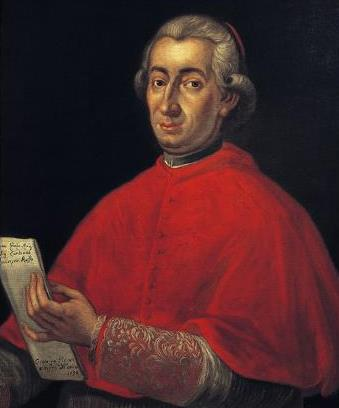
Кардинал Фабріціо Руффо[it], портрет невідомого автора, кінець XIX століття
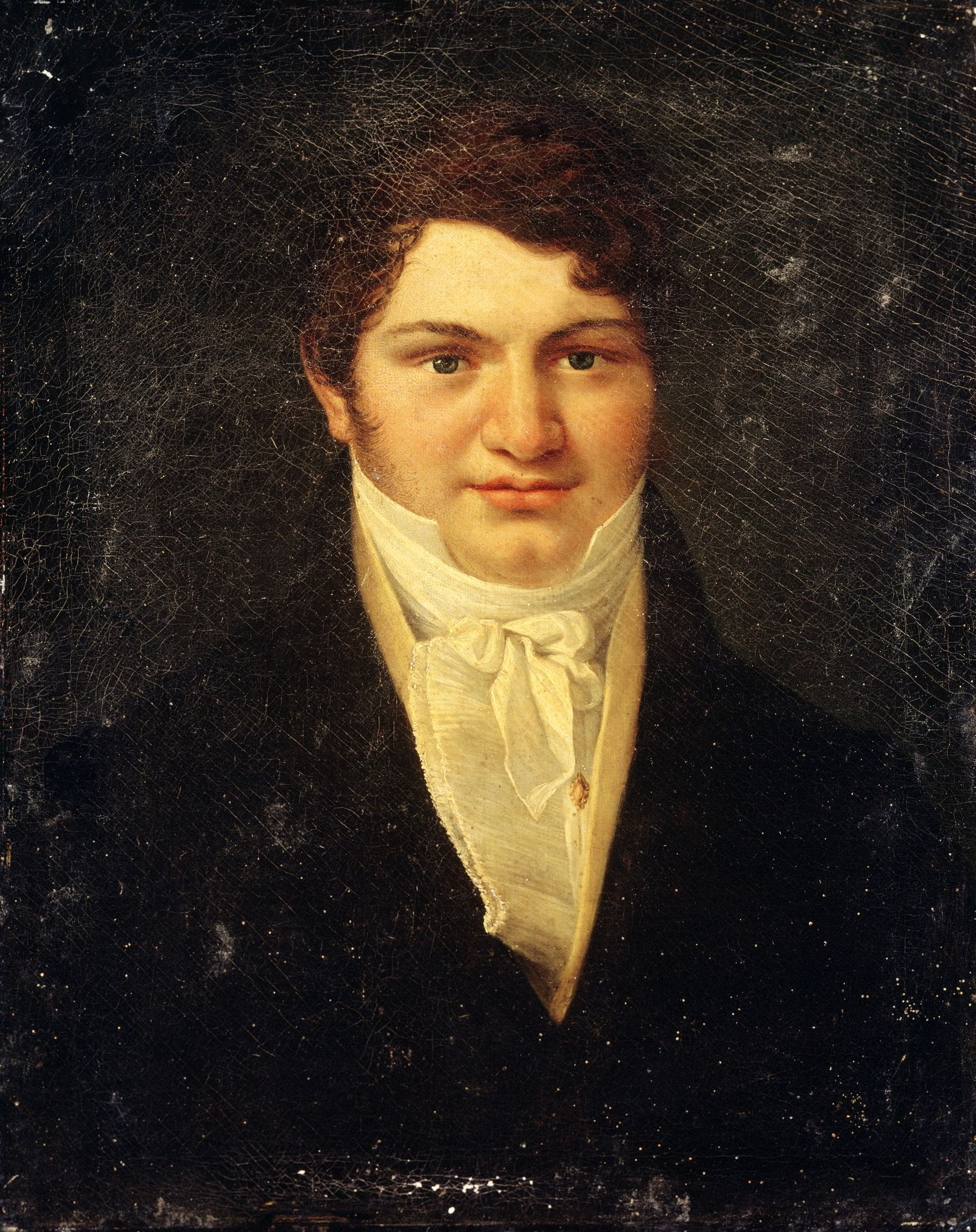
Фра Діаволо, портрет автора неаполітанської школи, XIX століття
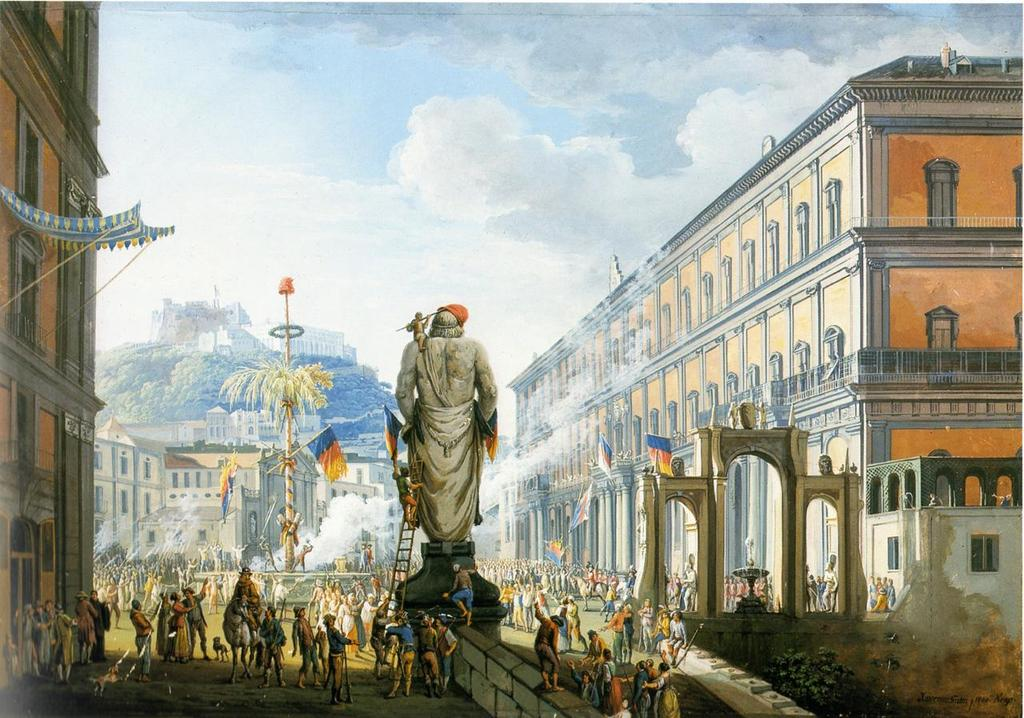
Знищення дерева Свободи санфедистами на Ларго-ді-Палаццо[it], Саверіо делла Гатта[it], 1799 рік

## Історія пісні

### Поява
Карманьйола — провінційне місто на Півночі Італії в П'ємонті, відоме виробництвом конопляного прядива. Після переходу міста під владу Савойського герцогства у XVI—XVII століттях багато виробників конопель емігрували до сусідньої Франції, привізши з собою місцеві традиції, технології виробництва одягу та пісні. В результаті французи почали називати словом «карманьйола» (фр. La carmagnole) піджак з короткою баскою та великими ґудзиками, пісні та танці іммігрантів з Карманьйоли. Пізніше, в розпал Французької революції 1792 року, саме цей піджак, фригійський ковпак, а також балада, адаптована до подій того часу, поширювалися революціонерами по всій країні. Таким чином «Карманьйола» стала «піснею революцій» і з того часу має велику кількість різноманітних версій.
1799 року французька пісня «Карманьйола» потрапила на Південь Італії, у Меццоджорно, а саме у Неаполітанське королівство коли французькі війська захопили Неаполь. Встановивши владу у столиці королівства, якобінці проголосили так звану Неаполітанську республіку (ще відома як «Партенопійська республіка»), подібно до проголошення першої Французької республіки. Республіканці підтримувалися Французькою революційною армією, й саме від французьких військовиків місцеве населення вивчило пісню. Однак, протягом кількох місяців окупації жителі змінили текст таким чином, аби висловити свою вірність бурбонському королю, Фердінандо IV.

## Опис

### Сюжет
Приспів пісні підбурює до бунту під звуки «Карманьйоли» (Грай, грай — грай Карманьйола — Sona sona — sona Carmagnola), а потім підсилює заклик словами: «Грайте збори, слава Королю та його родині!» (sona li consiglia — viva ‘o Rre cu la famiglia!) або «Грай гармато, хай живе Король Бурбон!» (sona lu cannone, viva sempe ‘o Rre Burbone!).
У першому куплет народ закликається до війни, до повстання. Кожен інструмент є функцією римування для простолюдина або для ворога, якого потрібно перемогти: бас-барабан (grancascia) для так званого «низького народу», простолюдинів (popolo bascio), бубон (tammurriello) для бідняків, дзвін для «простого народу», ремісників тощо (pupulane) і скрипка, щоб пояснити причини конфлікту, тобто прогнати якобінців (giacubine):

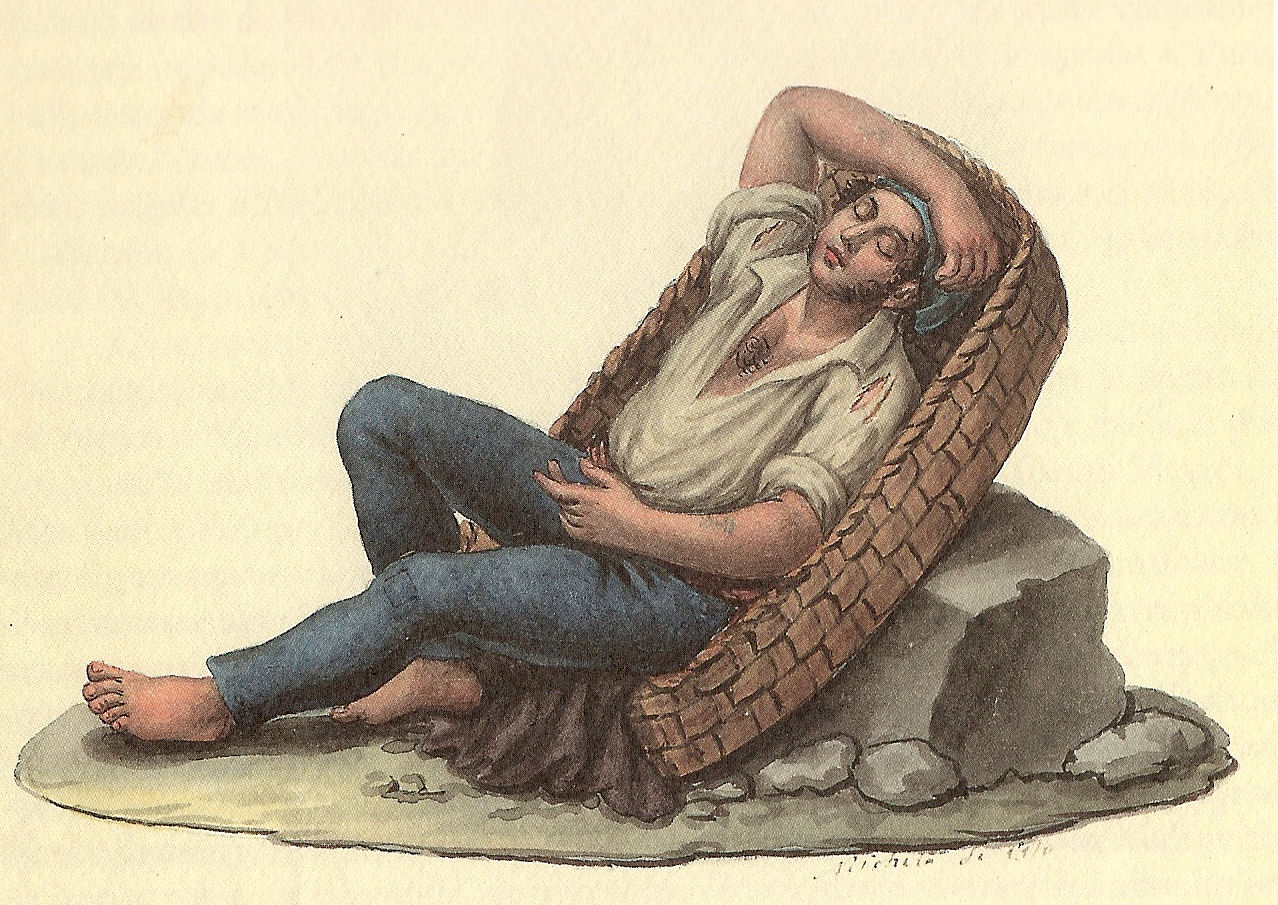
Лаццароні у своєму «ліжку», Мікела Де Віто

Другий куплет розповідає про епізод на початку республіки. Місцевих неаполітанських молодих людей, що являли щось посереднє між робітничим соціальним класом і лінивими жебраками, називалися «лаццарі». Відмовившись визнати владу французів і революційну республіку, вони кілька днів обороняли неаполітанський замок Сант'Ельмо, але врешті через три дні програли битву. Далі текст оповідає про присутність серед прихильників якобінців священика Антоніо Тоскано, а потім переходить до зради Короля аристократами та буржуа, які навіть хотіли ув'язнити його, чого, звичайно, не бажали люди, які зазнали наслідків приходу французів (наприклад, підвищення податків і знущання окупантів на місцях).
Третій куплет описує кінець Республіки, який стався 13 червня, у день преподобного Антонія Падуанського, коли війська кардинала Фабріціо Руффо, герцога Баньяра та Баранелло увійшли до Неаполя, захопивши форт Вільєна на схід від порту. Таким чином, прості люди відплатили якобінцям за гноблення, яких вони зазнали, тобто за високі податки, встановлені французами та використання революційного гасла «liberté, egalité, fraternité» («свобода, рівність, братерство») для крадіжок і зловживань.
Четвертий куплет розповідає про діяння французів, які побили людей і, кажучи «вуаля» (фр. voilà), забрали всі свободи. Тепер уже було неможливо піти до театру і тому Донна Елеонора була змушена виступати на ринку. Цей жіночий персонаж асоціюється з особою Елеонори де Фонсека Піментель, заарештованої та страченої через повішення. Тут під «танцем донни Елеонори» мається на увазі її тіло, що гойдається на шибениці. Теж саме стосується Франческо Маріо Донато, або як його ще називають у пісні «Масто Донато» — кат, відповідальним за страти в республіці.
П'ятий куплет присвячений донні Луїзі, що ймовірно, є Луїзою Фортунато де Моліна, яку після арешту було ув'язнено і, щоб уникнути страти, вона заявила, що вагітна. Однак, жоден лікар так і не зміг змусити її народити.
У шостому та сьомому куплеті війна проти якобінців закінчилася поразкою останніх, тому травневе дерево, дерево Свободи і символ революції, скинуто на землю. Розлючені простолюдини хапають якобінців і б'ють їх, як ганчір'я, тобто мстяться за знущання. Потім звучать слова «Рівність» і «Свобода», неаполітанці радіють, що вони закінчилися. Переможені (синьйори, тобто аристократи) можуть лягти спати, тобто відступати.
В останній куплет закладена іронія: він бере місяці з назвами французького революційного календаря; «минув дощовий, вітряний і злий місяць» (piovoso, ventoso, iroso), тобто «плювіоз» (січень), «вантоз» (лютий) і Жерміналь (березень), у наступному місяці жнив, месидорі, тобто червні, якобінці зазнали поразки і знущань, тобто вони отримали те, що заслужили: «і місяць жнив приніс їм перцю (часник у дупу)!» (l'hanno preso la fregatura! (aglio nel culo)). «Хай живе Тата Маккароне» (Viva Tata Maccarone), тобто неаполітанський народ, який поважає релігію (церкву), і змушує якобінці кидатися в море (перемогти). У цьому сенсі, їм бажають «відправитися в пекло».

## Текст
| Текст неаполітанською | Переклад італійською | Переклад українською |
| --- | --- | --- |
| A lu suono de grancascia viva viva lu popolo bascio; a lu suono d”o tammurriello sò risurte li puverielli; a lu suono de campana viva viva li pupulane; a lu sono da viuline morte alli giacubine! Sona sona – Sona Carmagnola sona li consiglia – viva ‘o Rre cu la famiglia! A Sant’Eremo tanta forte l’hanno fatto comm’a ricotta, a stu curnuto sbrevugnato l’hanno miso ‘a mitria ‘n capa. Maistà chi t’ha traduto? Chistu stommaco chi ha avuto? ‘E signure, ‘e cavaliere te vulevano priggiuniere! Sona sona -sona Carmagnola sona lu cannone, viva sempe ‘o Rre Burbone! Alli tridece de giugno Sant’Antonio gluriuso ‘e signure, ‘sti birbante, ‘e ffacettero ‘o mazzo tanto! So’venute li Francise auti tasse ‘nce hanno mise. “Libertè, ègalitè”: tu arruobbe a mme, ie arrobbe a tte! Sona sona -sona Carmagnola sona lu cannone, viva sempe ‘o Rre Burbone! Li Francise so’ arrivate, ‘nce hanno bbuono carusate “et voilà, et voilà”, cavece ‘nculo a la libertà! Addò è gghiuta ‘onna Eleonora che abballava ‘n copp’o triato? mo abballa mmiez”o mercato: ‘nzieme cu mastu Dunato! Sona sona -sona Carmagnola sona lu cannone, viva ‘o Rre cu la famiglia! A lu ponte a Maddalena ‘onna Luisa è asciuta prena, ‘e tra miedece che vanno nun la ponno fà sgravà! Addò è gghiuta ‘onna Eleonora ch’abballava ‘ncopp’o triato? Mo abballa cu ‘e surdate, nun ha pututo abballà cchiù! Sona sona -sona Carmagnola sona lu cannone, viva ‘o Rre cu la famiglia! Pronte sò li bastimente, jate ‘e corza pè avvià, priparateve esultanti pecchè avite fà partì; pè lu mare ‘nc’è l’inferno li cancielle songo ardente: traditure andate in giù, nun putite arrubbà cchiù! Sona sona -sona Carmagnola sona lu cannone, viva sempe ‘o Rre Burbone A lu muolo senza guerra se tirajene l’albero ‘nterra, afferrajeno ‘e giacubine ‘e ffacettero ‘na mappina! E’ fernuta l’eguaglianza, è fernuta la libertà. Pè vuie so’ dulure ‘e panza: signò jateve a cuccà! Sona sona -sona Carmagnola sona lu cannone, Viva ‘o Rre cu la famiglia! Passaje lu mese chiuvuso, lu ventuso e l’addiruso; a lu mese ca se mete hanno avuto l’aglio arrete! Viva Tata Maccarone ca rispetta la Religgione. Giacubine jate a mare mò v’abbrucia lu panaro! Sona sona -sona Carmagnola sona lu cannone, Viva ‘o Rre cu la famiglia! | Al suono della Grancassa evviva, evviva il Popolo Basso; al suono del Tamburello sono insorti i poverelli; al suono della campana viva, viva i Popolani; al suono del violino morte a tutti i giacobini! Suona, suona – Suona Carmagnola, suona l’adunata – viva il Re e la famiglia! Sant’Elmo, che era un grande forte l’hanno ridotto come una ricotta, a questo cornuto e svergognato gli hanno messo la mitria in testa. Maestà, chi vi ha tradito? Chi ha avuto questo coraggio? I Signori (benestanti), i Cavalieri ti volevano imprigionare! Suona, suona – Suona Carmagnola, suona il cannone, viva sempre il Re Borbone! Il tredici giugno, Sant’Antonio glorioso, ai Signori, questi birbanti, gli fecero un culo così! Sono arrivati i Francesi ci hanno messo ancora altre tasse. “Libertà, Uguaglianza”: Tu rubi a me, io rubo a te! Suona, suona – Suona Carmagnola, suona il cannone, viva sempre al Re Borbone! I Francesi sono arrivati, ci hanno ripulito completamente “ecco qua, ecco qua”, un calcio in culo alla Libertà! Dove è andata donn’Eleonora che ballava nel teatro? ora balla per il mercato: con mastro Donato! Suona, suona – Suona Carmagnola, suona il cannone, viva il Re e la famiglia! Al ponte della Maddalena Donna Luisa è rimasta incinta. Son venuti tre medici ma non riescono a farla partorire! Dove è andata donn’Eleonora che ballava nel teatro, ora balla con i soldati, e non ha più potuto ballare! Suona, suona – Suona Carmagnola, suona il cannone, viva il Re e la famiglia! Le navi sono già pronte, correte tutti per farle avviare, preparatevi esultanti perché dovete farle partire; nel mare c’è l’inferno ed i suoi cancelli sono ardenti: traditori, andate a fondo, non potete più rubare! Suona, suona – Suona Carmagnola, suona il cannone, viva sempre il Re Borbone Al molo, finita la guerra, hanno abbattuto l’albero (della libertà), hanno preso i Giacobini e li hanno ridotti come stracci sporchi! E’ finita l’uguaglianza, è finita la libertà, Per voi son dolor di pancia: signori, andatevene a letto! Suona, suona – Suona Carmagnola, suona il cannone, viva il Re e la famiglia! Passò il mese Piovoso, (gennaio) il ventoso, l’iroso; (febbraio e marzo) e col mese in cui si miete (giugno) l’hanno preso la fregatura! (aglio nel culo) Viva Tata Maccarone che rispetta la religione. Giacobini gettatevi a mare, che già vi brucia il didietro! Suona, suona – Suona Carmagnola, suona il cannone, viva il Re e la famiglia! | Під звуки барабана хай живе, хай живе низький народ; під звуки бубна хай повстануть обідранці; під звуки дзвона хай живе, хай живе простий народ; під звуки скрипки хай помруть всі якобінці! Грай, грай — грай Карманьйола Грайте збори, слава Королю та його родині! Сант'Ельмо був великим фортом вони зробили з ним рикоту, а на голову рогоносцю поклали митру. Ваша величність, хто вас зрадив? Хто міг це зробити? Синьйори і кавальєри Вас хотіли ув'язнити! Грай, грай — грай Карманьйола Грай гармато, хай живе Король Бурбон! Тринадцятого червня, слався святий Антоній, і синьйори, і негідники, послужать прикладом! Французи приїхали зі своїм податком. «Свобода, рівність»: ти крадеш у мене, я краду в тебе! Грай, грай — грай Карманьйола Грай гармато, хай живе Король Бурбон! Коли прийшли французи вони пообіцяли нам свободу «і вуаля, і вуаля» копняка під дупу за Свободу! Куди поділася донна Елеонора, що подалася до театру? Тепер танцюй для ринку: разом з Масто Дунато на щоглу! Грай, грай — грай Карманьйола Грай гармато, слава Королю та його родині! На мосту Маддалени донна Луїза завагітніла. Прийшли троє лікарів, і не можуть змусити донну народити! Куди поділася донна Елеонора, що подалася до театру? Тепер гарцюй з солдатами, щоб більше не могла танцювати! Грай, грай — грай Карманьйола Грай гармато, слава Королю та його родині! Кораблі вже готові, всі біжать, щоб почати, готуйтеся радіти тому що ви повинні відпустити їх; У морі пекло та ворота його гарячі: зрадники – йдіть на дно не можна більше красти! Грай, грай — грай Карманьйола Грай гармато, хай живе Король Бурбон! На пристані, після війни, зрубали дерево свободи, схопили якобінців і перетворили на ганчір'я! Кінець «Свободі», кінець «Рівності», Якщо у вас болить живіт: синьйори, лягайте спати! Грай, грай — грай Карманьйола Грай гармато, слава Королю та його родині! Минув місяць дощовий, вітряний і злий; і місяць жнив приніс їм перцю! Хай живуть неаполітанці, що поважає Церкву. Кидайся в море, якобінцю, хоч не пектиме дупу! Грай, грай — грай Карманьйола Грай гармато, слава Королю та його родині! |

## Додаткова інформація
- Franco Seccia (13 червня 2019). 13 Giugno 1799, Nel Canto Dei Sanfedisti La Rivolta Popolare Al Terrore Giacobino Nel Sud [13 червня 1799 року: в пісні санфедистів народне повстання проти якобінського терору на півдні]. Agenzia Comunica (італ.). Процитовано 1 вересня 2023.
- Walter Maturi[it] (1936). SANFEDISTI (італ.). {{cite web}}: Перевірте значення |author= (довідка); Проігноровано невідомий параметр |encyclopedia= (довідка)